# Mesocyclops insulensis
Mesocyclops insulensis là một loài động vật giáp xác Copepoda thuộc họ Cyclopidae. Đây là loài đặc hữu của Madagascar. Môi trường sống tự nhiên của chúng là hồ nước ngọt.